# Stomatologia zachowawcza z endodoncją
Stomatologia zachowawcza z endodoncją – dział stomatologii poświęcony profilaktyce próchnicy zębów oraz leczeniu już powstałych ubytków próchniczych. 
Bardzo obszerną część tej specjalności stanowi endodoncja, czyli dyscyplina specjalizująca się w leczeniu kanałowym zębów.
W Polsce stomatologia zachowawcza w endodoncją jest jedną ze specjalizacji lekarsko-dentystycznych, która trwa 3 lata, a jej konsultantem krajowym od 14 kwietnia 2022 roku jest prof. dr hab. Agnieszka Beata Mielczarek.